# Семенко Олександр Іванович
Олександр Іванович Семенко (нар. 15 вересня 1925, Запоріжжя) — український художник; член Спілки радянських художників України з 1960 року. Батько мистецтвознавця Олени Клименко.

## Біографія
Народився 15 вересня 1925 року в місті Запоріжжі (нині Україна). Брав участь у німецько-радянській війні. Нагороджений орденом Вітчизняної війни ІІ ступеня (6 квітня 1985). Член КПРС.
1957 року закінчив Київський художній інститут, де навчався зокрема у В. Гончаренка, Сергія Єржиковського, Василя Касіяна, Олександра Сиротенка, Федора Самусєва, Михайла Шаронова.
Жив у Києві в будинках на вулиці Хрещатику, № 4, квартира № 4, на бульварі Давидова, № 19/1, квартира № 55, на вулиці Саратовській, № 10а, квартира № 15.

## Творчість
Працював у галузі плаката та монументального мистецтва. Серед робіт:
плакати
- серія «Комсомол в труді та боротьбі» (1958, у співавторстві з Ремом Багаутдіновим та Тимофієм Лящуком);
- «Оживуть степи, озера…» (1961);
- «Народ і партія — єдині!» (1961);
- «В ім'я людини» (1961);
- «До зоряних висот» (1963);
- «І мене в сім'ї великій…» (1964);
- «Цвіте Радянська Україна під сонцем Жовтня осяйним!» (1967);
- «Слава великому Жовтню!» (1968);
- «Із іскри полум'я займеться» (1968);
- «Ми — господарі своєї долі» (1969).

панно
- «Урожай» та «Хімія» в Сумському універмазі (1963);
- «Діти і квіти» на торці громадської споруди у Кисловодську (1966);
- «Український танок» (1973).

Брав участь у республіканських і всесоюзних виставках з 1958 року, зарубіжних — з 1964 року.